# Лаиагам
Лаиагам (англ. Laiagam) — город в Папуа — Новой Гвинее, на территории провинции Энга.

## Общая информация
Город расположен в центральной части страны, на высоте 1808 м над уровнем моря. Ближайшие к городу аэропорты расположены в городе Вабаг и в населённом пункте Вапенаманда.

## Население
По данным на 2013 год численность населения города составляла 986 человек.
Динамика численности населения города по годам:
| 1990 | 2013 |
| ---- | ---- |
| 700  | 986  |